# Volpedo
Volpedo – miejscowość i gmina we Włoszech, w regionie Piemont, w prowincji Alessandria.
Według danych na styczeń 2010 gminę zamieszkiwało 1250 osób przy gęstości zaludnienia 118,1 os./1 km².